# 山本ゆり
山本 ゆり（やまもと ゆり、1986年5月7日 - ）は、日本の料理コラムニスト。大阪府出身。2021年時点で3人の子どもの母でもある。

## 経歴
子供の頃から料理が大好きで、料理本を愛読書としていた。しかし料理本に掲載されているレシピは、珍しい食材や高級な食材を使ったり、作り方も難しいことが多く、そのままで作ることは難しかった。そこで代用品を用いて料理を作っていた。ナンプラーの代用に醤油を使うといったような家にある食材や調味料だけで簡素に作れるレシピが載っている料理本があれば良いと考えるようになった。
高校（大阪府立春日丘高等学校）、大学（関西大学社会学部）と進学し、就職活動の時期になると（上述のような）レシピ本を仕事にしたいと考えるようになるが、周囲の流れもあって広告代理店に就職すると共に、一回経験しておけば将来なにをやるにせよ役立つだろうという考えから、一番大変そうな広告の飛び込み営業を希望した。
当時、ブログの執筆が流行しており、ランキングが上位のブログは本になって出版されるという流れが出来つつあったこともあり、「含み笑いのカフェごはん『syunkon』」と題したブログをスタートさせる。「『syunkon』というのは『春魂』と書いて、高校時代のバスケットボール部の部旗やTシャツに書いてあった言葉です」との説明が本人ブログのプロフィール欄に掲載。
スタート当時は数十人程度だったブログの読者は、1年後には料理ブログランキングで10位以内に入るようになった。簡単な料理というコンセプトもあったが、遊びや笑いの要素を加えた読み物として楽しめるゆるい雰囲気の文章が人気につながった。簡単に作れて文章が面白いという料理ブログは、目論見通りに出版社の目に留まり、出版の声がかかり、2010年に初の料理本『syunkonカフェごはん』に出版の話がまとまる。その翌年1月には会社に辞表を出し、結婚。4月に出版、初夏には出産と2011年は転機続きの1年となった。先の目途はなかったが、ブログの読者は増え続け、雑誌の仕事ももらえるようになっており、コンスタントに仕事が続いたのを山本本人は「運がよかった」と語っている。2011年に出版した書籍の売上は好調で、2012年に第2弾、2013年に第3弾が発売されることで、雑誌やテレビ番組でも取り上げられ、山本は人気料理家の仲間入りを果たした。
著書『syunkonカフェごはん』シリーズ（宝島社刊）は10冊累計で700万部を超えている（2021年時点）。ブログの読者数35万人、Twitterフォロワー数103万人、　Instagramフォロワー数94万人（いずれも2021年4月1日時点）。

## 賞歴
- 第5回料理レシピ本大賞 in Japan 2019 入賞[1]
- 第6回料理レシピ本大賞 in Japan 2020 入賞[1][7]
- フーディストアワード2019　総合グランプリ受賞[1]
- フーディストアワード2020　総合グランプリ受賞[1]

## 著書
レシピ本
- syunkonカフェごはん1（2011年、宝島社）ISBN 9784796682008
- syunkonカフェごはん2（2012年、宝島社）ISBN 9784796697101
- syunkonカフェごはん3（2013年、宝島社）ISBN 9784800208842
- syunkonカフェごはん4（2014年、宝島社）ISBN 9784800224675
- syunkonカフェごはん5（2015年、宝島社）ISBN 9784800237040
- syunkonカフェごはん レンジで絶品レシピ（2016年、宝島社）ISBN 9784800254214
- syunkonカフェごはん6（2017年、宝島社）ISBN 9784800269393
- syunkonカフェごはん めんどくさくない献立（2018年、宝島社）ISBN 9784800283061
- syunkonカフェ どこにでもある素材でだれでもできるレシピを一冊にまとめた「作る気になる」本（2018年、扶桑社）ISBN 9784594613662
- syunkonカフェごはん レンジでもっと! 絶品レシピ（2019年、宝島社）ISBN 9784800293541
- syunkonカフェごはん7 この材料とこの手間で「うそやん」というほどおいしいレシピ（2020年、宝島社）ISBN 9784299004383
- syunkonカフェごはん８ 読むとやる気が出る簡単絶品レシピ（2024年、宝島社）ISBN 9784299056573
- 山本ゆりのおいしいレシピBOOK（2021年、宝島社）ISBN 9784299018557

エッセイ
- syunkonカフェ雑記 ~クリームシチュウはごはんにあうか否かなど~（2015年、扶桑社）ISBN 9784594610203
- syunkon日記 スターバックスで普通のコーヒーを頼む人を尊敬する件（2016年、扶桑社）ISBN 9784594075941
- syunkon日記 おしゃべりな人見知り（2021年、扶桑社）ISBN 9784594087920

## 出演
レギュラー出演
- DAIGOも台所〜きょうの献立何にする?〜（2022年4月 - 、朝日放送テレビ、金曜レギュラー）

CM
- キッコーマン いつでも新鮮 旨み広がるだししょうゆ

## 雑誌連載
- syunkonカフェの ひたひたまで注いで コトコト煮詰めた話（『ESSE』2019年1月号 - ）